# Numerus Ursariensium
Der Numerus Ursariensium (deutsch Numerus Ursariensium) war eine römische Auxiliareinheit. Sie ist durch eine Inschrift und Ziegelstempel belegt.

## Namensbestandteile
- Ursariensium: Der Zusatz bezieht sich vermutlich auf einen (unbekannten) Standort der Einheit.[1]

## Geschichte
Die Ursprünge des Numerus sind nicht bekannt; möglicherweise entstand er aus einer vexillatio Ursariensium. Die Einheit war im 3. Jh. n. Chr. in der Provinz Germania inferior stationiert. Sie ist erstmals durch Ziegel mit dem Stempel N URS belegt, die in Germania inferior bei Gelduba und Quadriburgium gefunden wurden und die in die zweite Hälfte des 3. Jh. datiert werden.
Im 4. Jh. war die Einheit vermutlich in Gallien stationiert. Darauf deutet zumindest der Grabstein (CIL 13, 3492) hin, der bei Amiens gefunden wurde. Die in der Notitia dignitatum erwähnten Auxilia Ursarensia und Milites Ursarienses dürften aber wohl keinen Bezug zum Numerus Ursariensium haben.

## Standorte
Standorte des Numerus in Germania inferior waren möglicherweise:
- Quadriburgium (Qualburg): Ziegel mit dem Stempel N URS (AE 1938, 34, CIL 13, 12506) wurden hier gefunden.

## Angehörige des Numerus
Ein Angehöriger des Numerus, [] Ianuarius, ein Imaginifer, ist durch die Inschrift (CIL 13, 3492) bekannt.